# Alžbětina pevnost
Alžbětina pevnost (rusky Елизаветинская крепость, Jelizavetinskaja kreposť, anglicky Fort Elizabeth) je bývalá ruská koloniální osada na ostrově Kauai na Havajských ostrovech. Byla vybudována na přelomu let 1816 až 1817 pod vedením Georga Antona Schäffera, německého lékaře ve službách Rusko-americké společnosti.
Pevnost neměla sloužit jen jako obchodní stanice, ale byla součástí Schäfferova plánu, který zahrnoval postupnou kolonizaci většiny Havaje, a pozdější úplné připojení k Ruskému impériu. Kvůli tlaku ze strany domorodých obyvatel a Američanů opustili Rusové ostrovy už v létě 1817;  k významnému rozšiřování ruských koloniálních osad již nedošlo.

## Počátky Rusů na Havaji
Ruské lodě poprvé dosáhly břehů Havajských ostrovů roku 1804 pod velením Ivana Fjodoroviče Kruzenšterna, který se na ostrovech ihned snažil navázat vztahy s domorodým obyvatelstvem. Setkal se s tehdejším vládcem (aliʻinui) ostrovů Kauai a Niihau, Kaumualiim. Ten byl z ruského příchodu na ostrovy nadšen a údajně měl vyslovit přání, aby se jeho ostrovy staly součástí (konkrétně protektorátem) Ruského impéria, pokud by mu poskytlo dostatečnou ochranu před králem Kamehamehou Velikým, který v té době ovládal už šest z celkových osmi Havajských ostrovů. Brzy poté začala na ostrovech operovat Rusko-americká společnost, která se stala konkurentem stavitelům lodí z amerického Bostonu, kteří už dříve na ostrovech obchodovali s Čínou a Polynésií. 
Kamehameha však během této doby stále nabíral na síle a mobilizoval svou armádu, kterou chtěl dobýt zbývající dva ostrovy (Kauai a Niihau). Když se to Kaumualii dozvěděl, rozhodl se neriskovat krveprolití, chtěl se s Kamehamehou tedy domluvit na jiném řešení situace. Ten s ním souhlasil a roku 1810 se Kauai společně s Niihau staly součástí Havajského království. Kompromisem mírového řešení bylo to, že Kaumualii nadále bude ostrov spravovat, ale už ne jako aliʻinui, nýbrž jen ve funkci místodržitele. Kamehameha se tak stal havajským králem a Kaumualii de facto jeho vazalem.

## Ztroskotání ruské lodi
V lednu roku 1815 na ostrově Kauai ztroskotala loď Bering, patřící Rusko-americké společnosti, s nákladem za cca 100 000 ₽. Kaumualii, jakožto místodržitel ostrova, všechen náklad zabavil. Alexandr Baranov, předák společnosti, na to reagoval tak, že vyslal na Havaj Schäffera, aby si získal Kamehamehovu přízeň a nastolil otázku o náhradě škod vzniklých zabavením lodi a nákladu.
Na podzim téhož roku připlul na Havajské ostrovy Schäffer a setkal se s králem. Protože Schäffer byl povoláním lékař, seznámil Havajce se svými znalostmi z anatomie, které nadchly samotného Kamehamehu natolik, že mu daroval několik kusů skotu, vymezil ruské rybářské revíry a nabídl mu pozemky, kde by bylo možné postavit ruskou obchodní stanici. Schäffer se s tím nespokojil a stále požadoval i kompenzaci za zabavený ruský náklad, avšak král odmítl jakoukoliv intervenci proti Kaumualiimu, který měl podle domluvy z roku 1810 právo na správu ostrova Kauai, které hodlal Kamehameha důkladně dodržovat. Schäfferovi se tedy jednání s Kamehamehou zdála zbytečná, rozhodl se je přerušit a odplul sám přímo na ostrov Kauai.
Kaumualii opět příchod Rusů na ostrov uvítal, protože v jejich příjezdu viděl možnost získat si potencionální spojence, kteří by mu mohli pomoci obnovit kontrolu a nezávislost jeho ostrovů. Schäffer byl k tomuto nápadu ze začátku velice zdrženlivý, ale Kaumualii ho nakonec přemluvil a apeloval na něj, že Rusové by mohli velmi lehce dobýt celé souostroví, což bylo pro Schäffera mnohem lákavější, než se spokojit s jednou obchodní stanicí. Schäffer tedy Kaumualiimu slíbil, že mu car Alexandr I. Pavlovič poskytne veškerou pomoc v boji proti Kamehamehovi. Kaumuallii pak carovi a Ruskému impériu slíbil svoji oddanost, navrátil Bering do ruských rukou, poskytl jim monopol na obchod se santalovým dřevem, právo stavět neomezeně obchodní stanice a také nabídl pracovní sílu — své lidi. 

## Ruská přítomnost na Kauai
Schäffer zanedlouho od Kamehamehovy přísahy započal se stavbou tří pevností. První pevnost nechal postavit nedaleko města Waimea a pojmenoval ji na počest tehdejší manželky cara — Alžběty Alexejevny (rusky Елизавета Алексеевна). Druhou pevností byla Alexandrova pevnost (rusky Креспость Александра) pojmenovaná po caru Alexandru I. Pavloviči a třetí a zároveň poslední byla pevnost Barclaye de Tollyho (rusky Креспость Барклая-де-Толли) za jeho zásluhy ve vlastenecké válce. Ze všech tří pevností do dnešního dne přežily pouze ruiny kamenných zdí Alžbětiny pevnosti, které se nacházejí v blízkosti ústí řeky Vaimea. Zdi dvou dalších pevností, v blízkosti ústí řeky Hanalei, byly hliněné, a tak byly postupem času přírodními vlivy nenávratně zničeny.
Nestavěly se pouze pevnosti, ale například i pravoslavný kostel a kapličky, které se bohužel nedochovaly. Schäffer měl v plánu stavět další pevnosti, ale měl za to, že pokud chce dobýt všechny ostrovy, musí posílit své námořnictvo. Jeho flotila disponovala pouze obchodními loděmi, nikoliv bojovými. Rozhodl se tedy obrátit na Američany, kteří mu měli dodat bojovou loď Avon. Kaumualli mu slíbil, že dodá dřevo na stavbu, přičemž Schäffer doufal, že předák Baranov bude nákup lodi financovat. Zde ale tvrdě narazil — Baranov odmítl Avon zaplatit a zakázal Schäfferovi pokračovat v jeho záměrech, přičemž uvedl, že bez souhlasu hlavní rady Rusko-americké společnosti nemůže jeho jednání podpořit. Schäffer tedy od svých plánů opustil, ale jen částečně — chtěl z Havajského království „utrhnout“ alespoň Kauai a ten připojit k Ruské říši. V anexi ostrova pevně věřil, čemuž nasvědčuje i skutečnost, že začal s rusifikací mnohých míst a dokonce i jmen domorodých obyvatel. Jako příklady lze uvést následující body: 
- řeka Hanapepe — Дон (Don)
- přijímání ruských příjmení — Смирнов, Платов, Метелев (Smirnov, Platov, Metělev) atd.
- údolí Hanalei — Шефферталь (Schäffertal)

Kamehameha si brzy ruské přítomnosti a jejich politických zájmů na Kauai všiml a začal proti Rusům zbrojit. Američané, pro které Rusko-americká společnost byla silným konkurentem, tuto situaci uvítali. Společně s Kamehamehovými vojsky obklíčili jednu z ruských obchodních stanic, čímž donutili Rusy ji opustit. Během této akce se snažili sundat i vlajku společnosti, avšak obyvatelé Kauai ji zuřivě bránili. Ti Američané, kteří byli ve službách Schäffera, jej začali brzo opouštět a přidávat se k americké straně. Situace se dále vyostřovala, až nakonec přerostla v ozbrojený střet, při kterém zahynuli tři Rusové a desítky Havajanů. Druhý den po bitvě, tedy 18. června 1817, dal Schäffer rozkaz svým mužům kolonii zcela opustit. Alexander Adams, skotský námořník v havajských službách, celý ostrov obsadil 27. června 1817 a nahradil ruskou vlajku vlajkou havajskou, což značilo definitivní konec ruské přítomnosti na Havaji. Pozdější představitelé Rusko-americké společnosti usilovali o znovudobytí Havaje, avšak jejich snahy pohřbil ruský ministr zahraničí Karl Nesselrode, který uvedl, že Havaj nemá pro Ruské impérium žádný strategický, ekonomický ani politický význam.

## Galerie

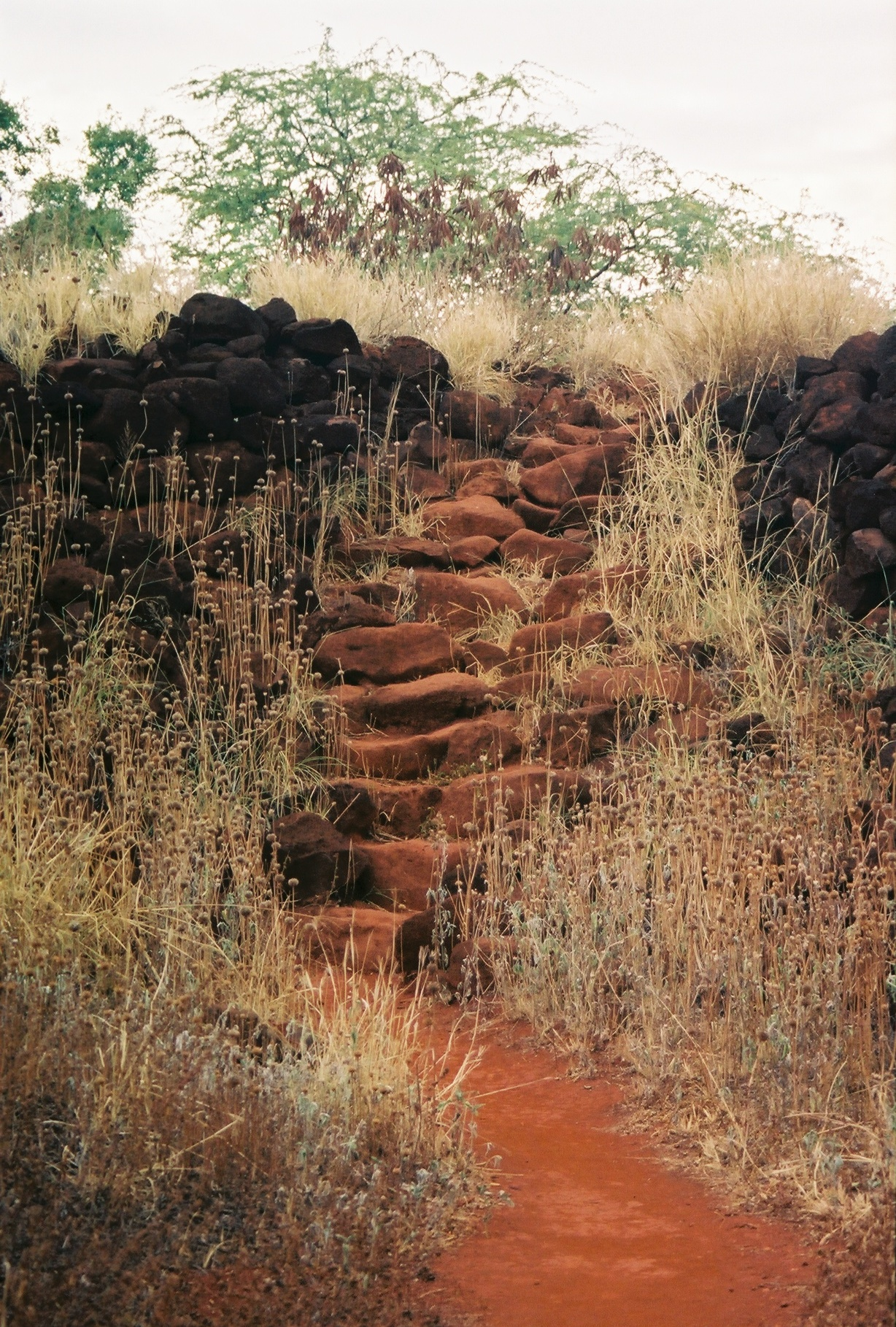
Kamenné schodiště v Alžbětině pevnosti
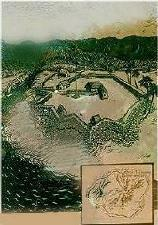
Dobová kresba Alžbětiny pevnosti z roku 1817
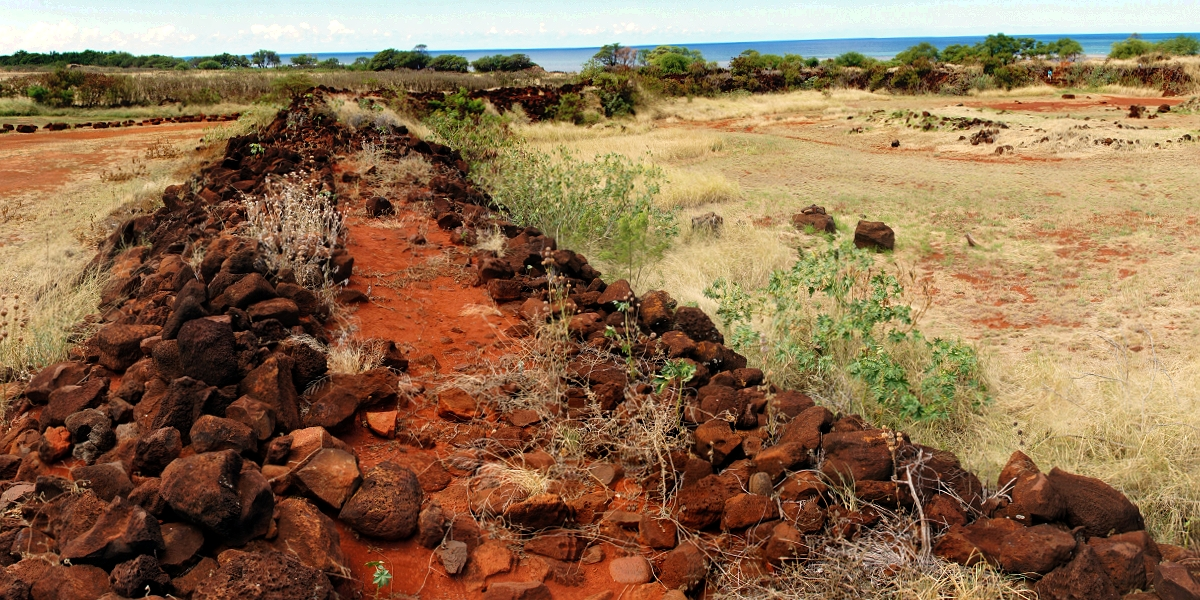
Ruiny bývalých hradeb pevnosti
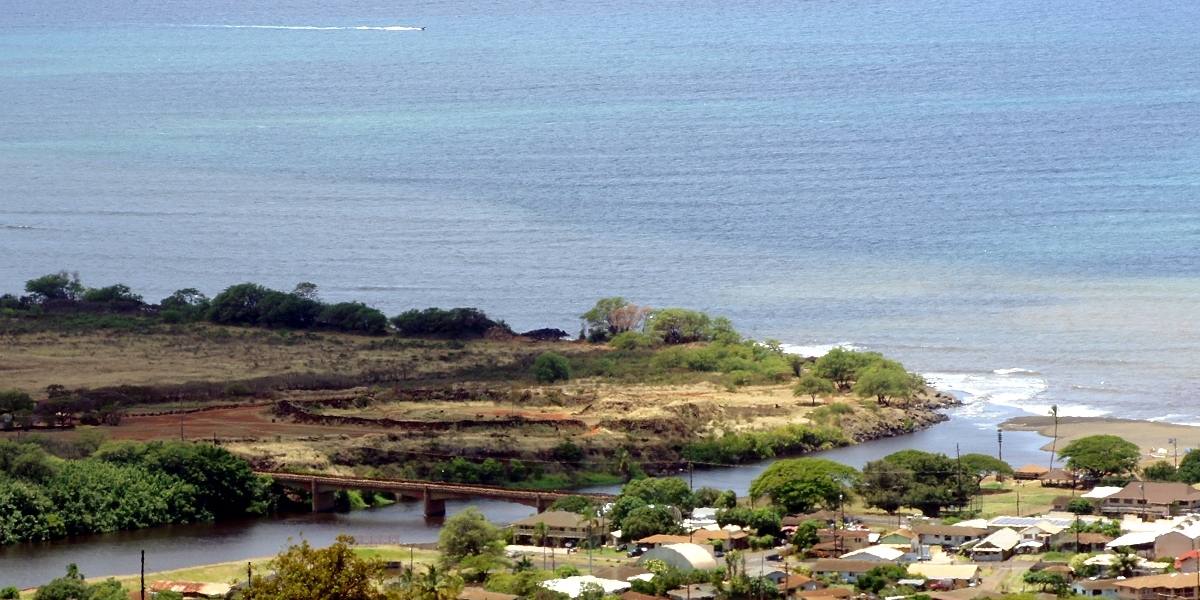
Pohled na osadu z dálky
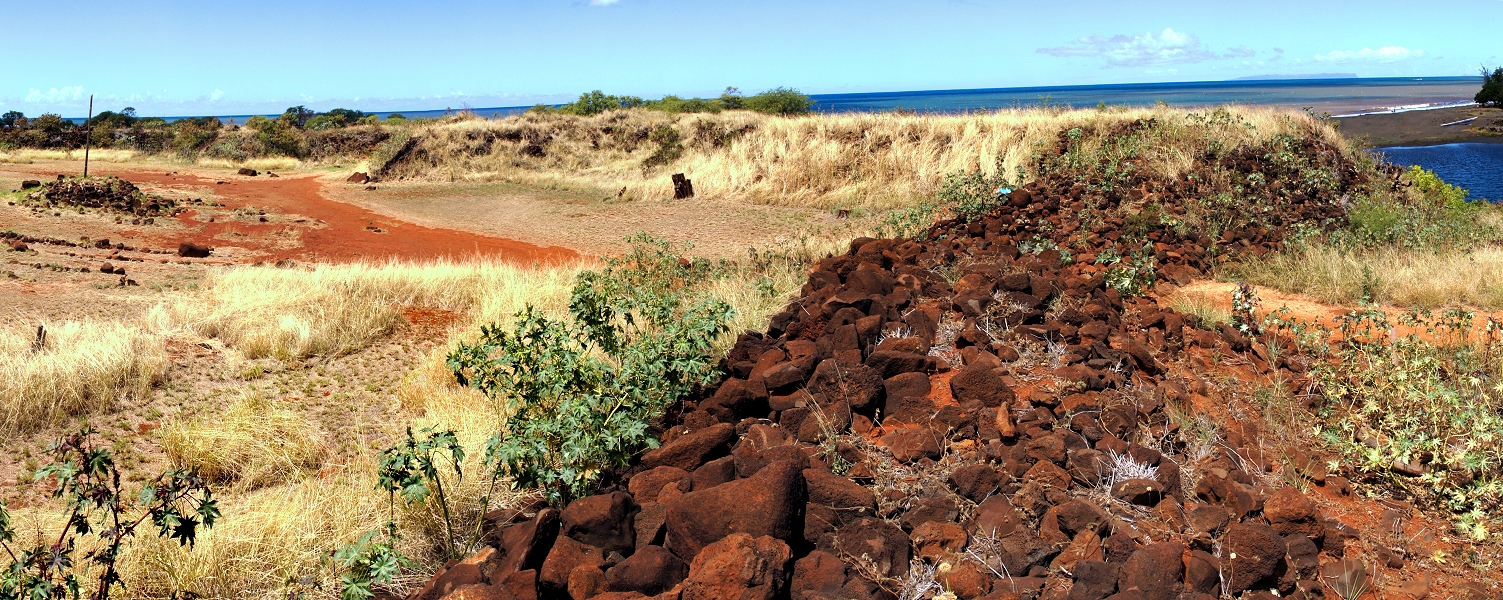
Pohled na dvůr bývalé pevnosti
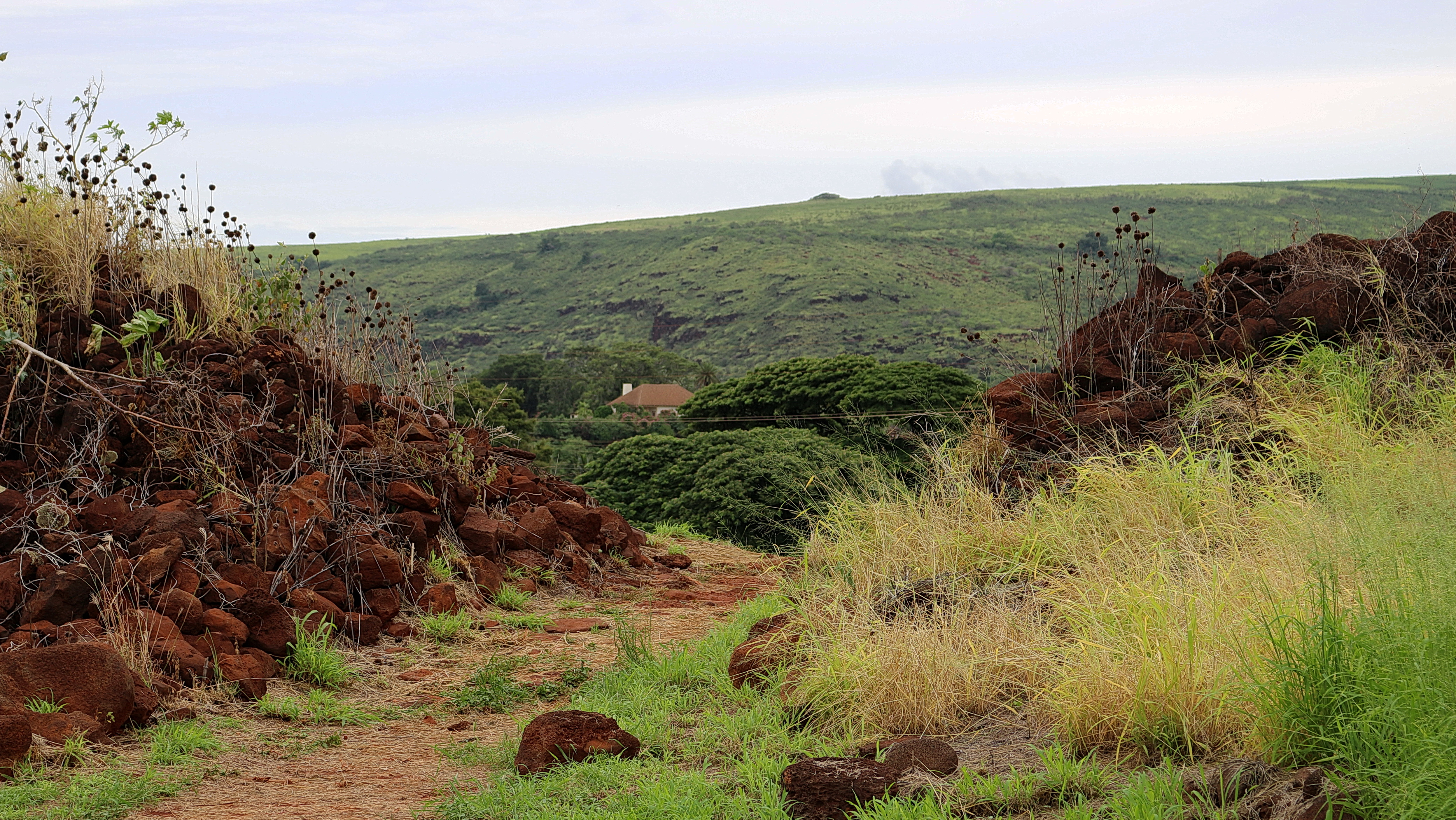
Pohled na okolí z pevnosti
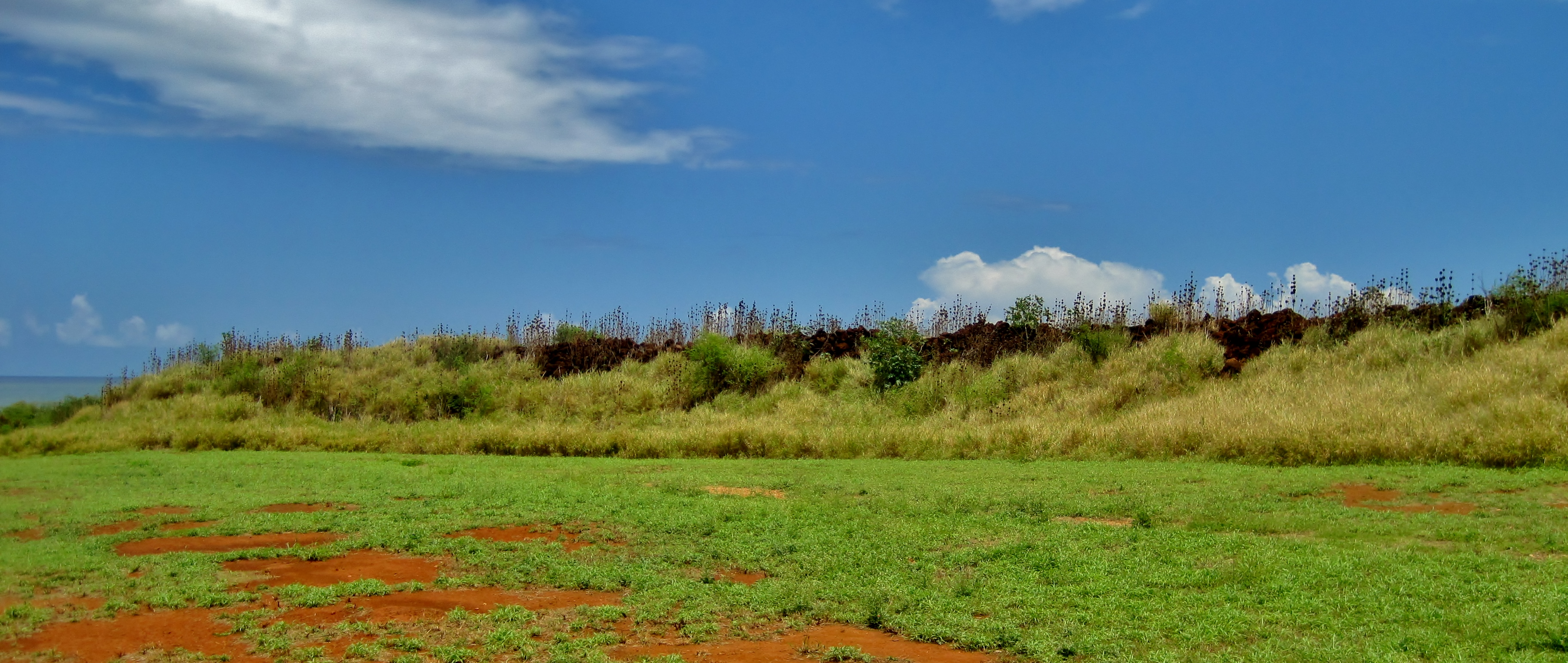
Ruiny hradeb